# Ardops nichollsi
Genre
Espèce
Statut de conservation UICN

 LC  : Préoccupation mineure
Ardops nichollsi est une espèce de chauve-souris des Caraïbes, l'unique du genre Ardops.